# Manuel Ferran i Bayona
Manuel Ferran i Bayona (Barcelona, 1830 - Barcelona, 1896) fou un pintor i professor català, fill del també pintor Antoni Ferran.

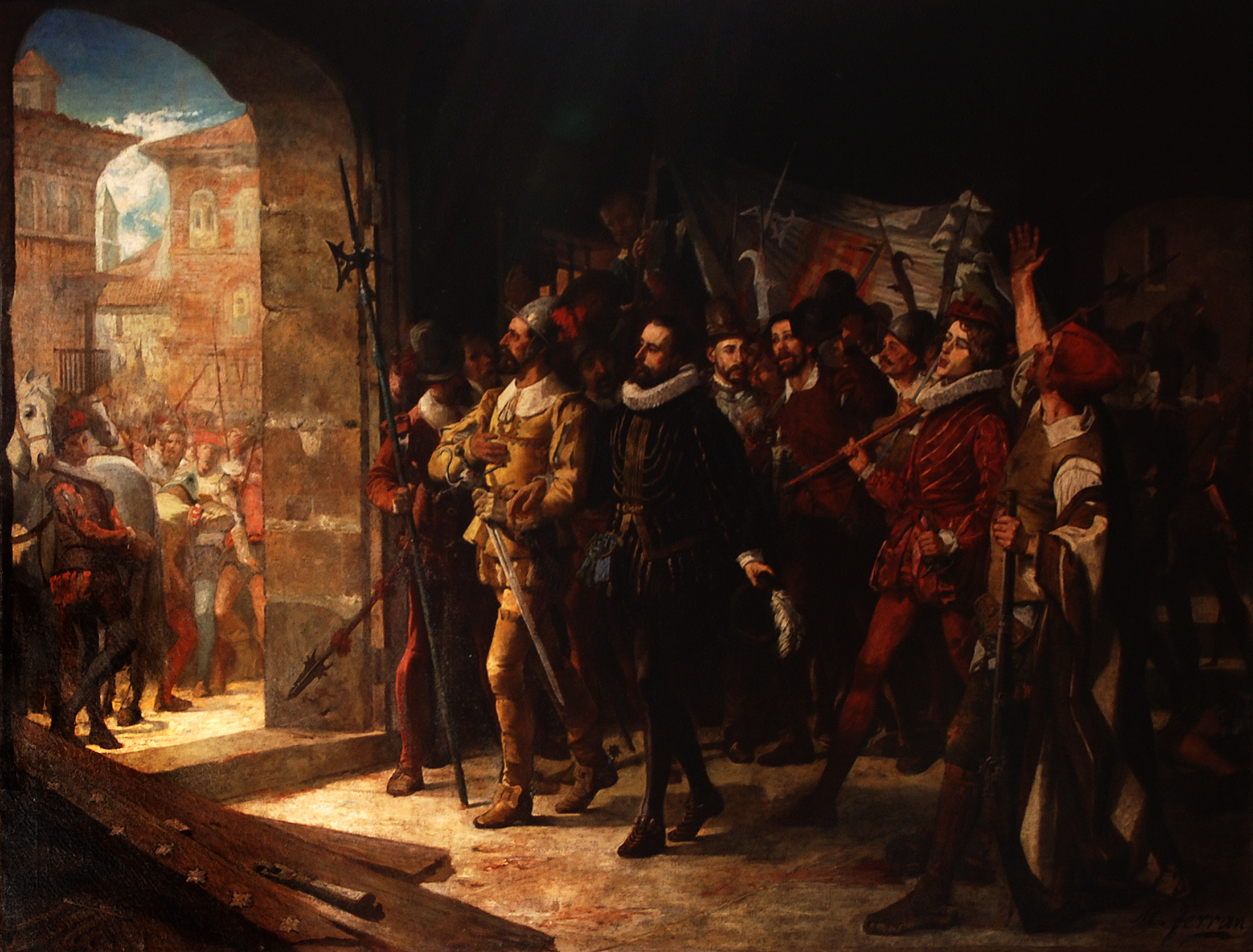
Antonio Pérez liberado por el pueblo aragonés en 1591, conservada a la Biblioteca Museu Víctor Balaguer

Després d'estudiar a l'Escola de la Llotja de Barcelona i va marxar a París per completar els seus estudis sota les ordres de Thomas Couture, qui també ensenyaria a Francesc Sans i Cabot. Es va especialitzar en la pintura històrica i la de gènere, i com molts dels pintors de la seva època, també va realitzar retrats.
Va exposar sovint tant a Barcelona com a algunes Exposicions Nacionals a Madrid, com, per exemple, la de 1860 on va presentar el quadre Antonio Pérez liberado por el pueblo aragonés en 1591. Va ser professor de dibuix al mateix centre on havia estudiat, la Llotja, entre 1888 i 1892.
Es poden veure obres seves a la Galeria de Catalans Il·lustres, a l'Acadèmia de Belles Arts de Sant Jordi i a la Biblioteca-Museu Víctor Balaguer, entre altres museus catalans.